# Calamotropha xanthypa
Calamotropha xanthypa là một loài bướm đêm trong họ Crambidae.